# Dorpskrant
De dorpskrant is de plaatselijke krant van een dorp of gemeente. Deze kan wekelijks of slechts een paar keer per jaar uitkomen. Vaak is het een simpel uitgevoerd krantje, dat door vrijwilligers wordt gemaakt. Vroeger gebeurde dit met een stencilmachine of met behulp van een kopieerapparaat. Tegenwoordig stapt men vaak over op de digitale variant.

## Rubrieken
- Voorpagina. Op de voorpagina staan de meest belangwekkende gebeurtenissen en weetjes van de voorgaande periode. Daar kan ook een artikel staan over een op handen staande activiteit, afscheid van iemand of iets dergelijks, waarvan mag worden aangenomen dat dit nieuws van belang is voor alle inwoners van het dorp.
- Agenda of activiteitenkalender. In deze rubriek worden de te verwachten activiteiten in de komende periode met datum en tijd vermeld: van verenigingen, instellingen e.d.
- Felicitaties. Regelmatig is er iemand in de dorpsgemeenschap, die de gelukwensen van het hele dorp heeft verdiend voor zijn of haar inzet bij een vereniging of instelling, die belangrijk is voor de leefbaarheid van het dorp. Meestal gebeurt dat bij een afscheid of jubileum.
- Oproepjes
- Ingezonden stukken
- Kerkdiensten
- Bedrijven
- Clubs & verenigingen
- Archief
- Gastenboek
- Contact & info
- Gemeentenieuws, gemeentelijke informatie
- De Burgerlijke Stand
- Scholen
- Zwembad
- Advertenties, sponsors